# Vrbice (okres Rychnov nad Kněžnou)
Vrbice (j. č., tedy: ta Vrbice, do Vrbice, ve Vrbici, německy Weidenbusch) je obec v okrese Rychnov nad Kněžnou, kraj Královéhradecký, která se nachází necelých 9 km jihojihozápadně od Rychnova nad Kněžnou. Žije zde 147 obyvatel.

## Historie a pamětihodnosti
První písemná zmínka o obci pochází z roku 1495. Nad obcí, na vrchu zvaném Na kostele (na mapách Na kastelu, Kastel), se dochovaly zbytky zaniklého kostela, pod ním se u silnice tyčí 30 m vysoká rozhledna s kruhovým rozhledem.

## Části obce
- Vrbice
- Chlínky

## Osobnosti
- Jan Šabata (1834–1906), obecní i okresní starosta a poslanec Českého zemského sněmu
- František Šabata (1858–1942), meziválečný československý poslanec a senátor za ČSL

## Galerie

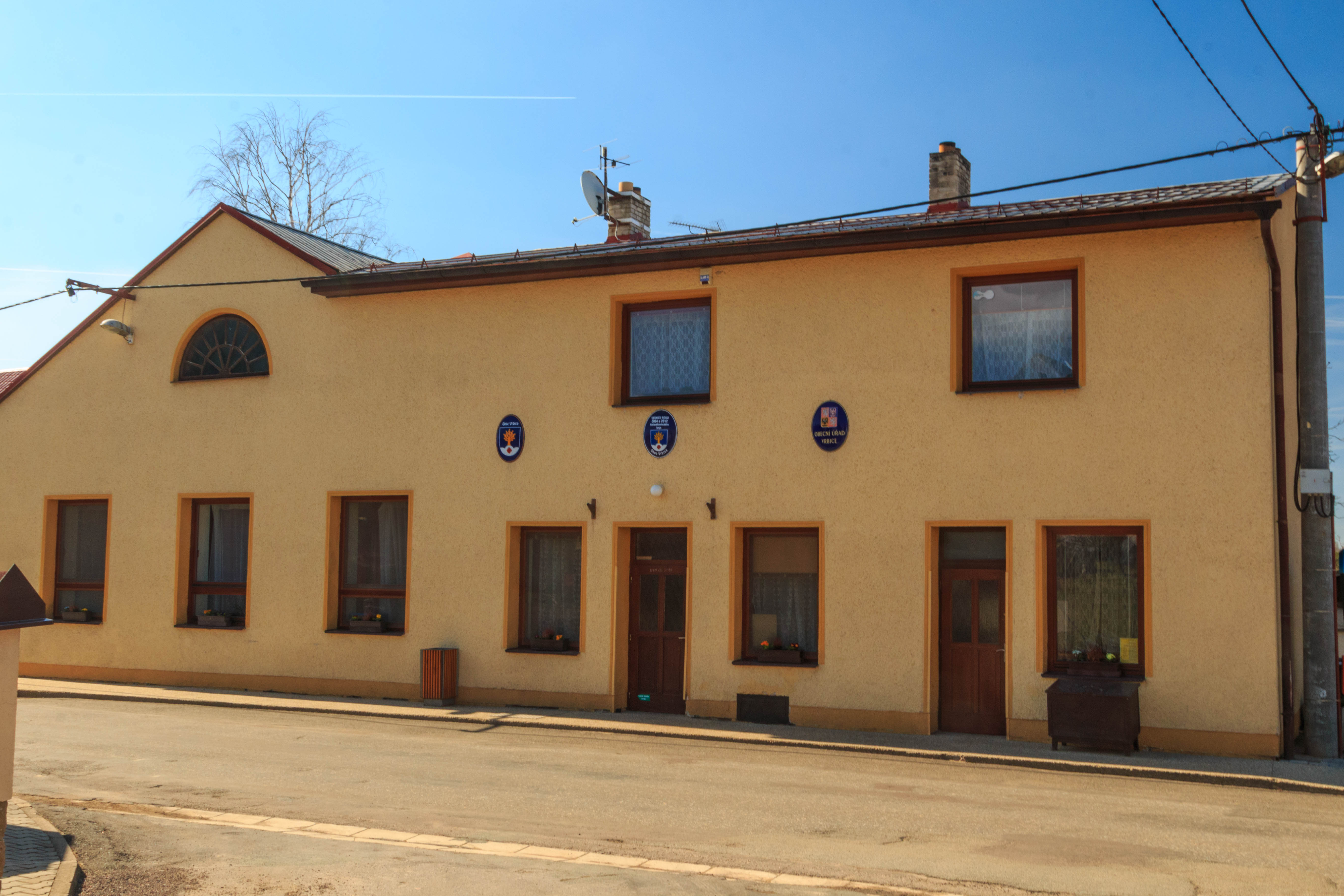
Obecní úřad
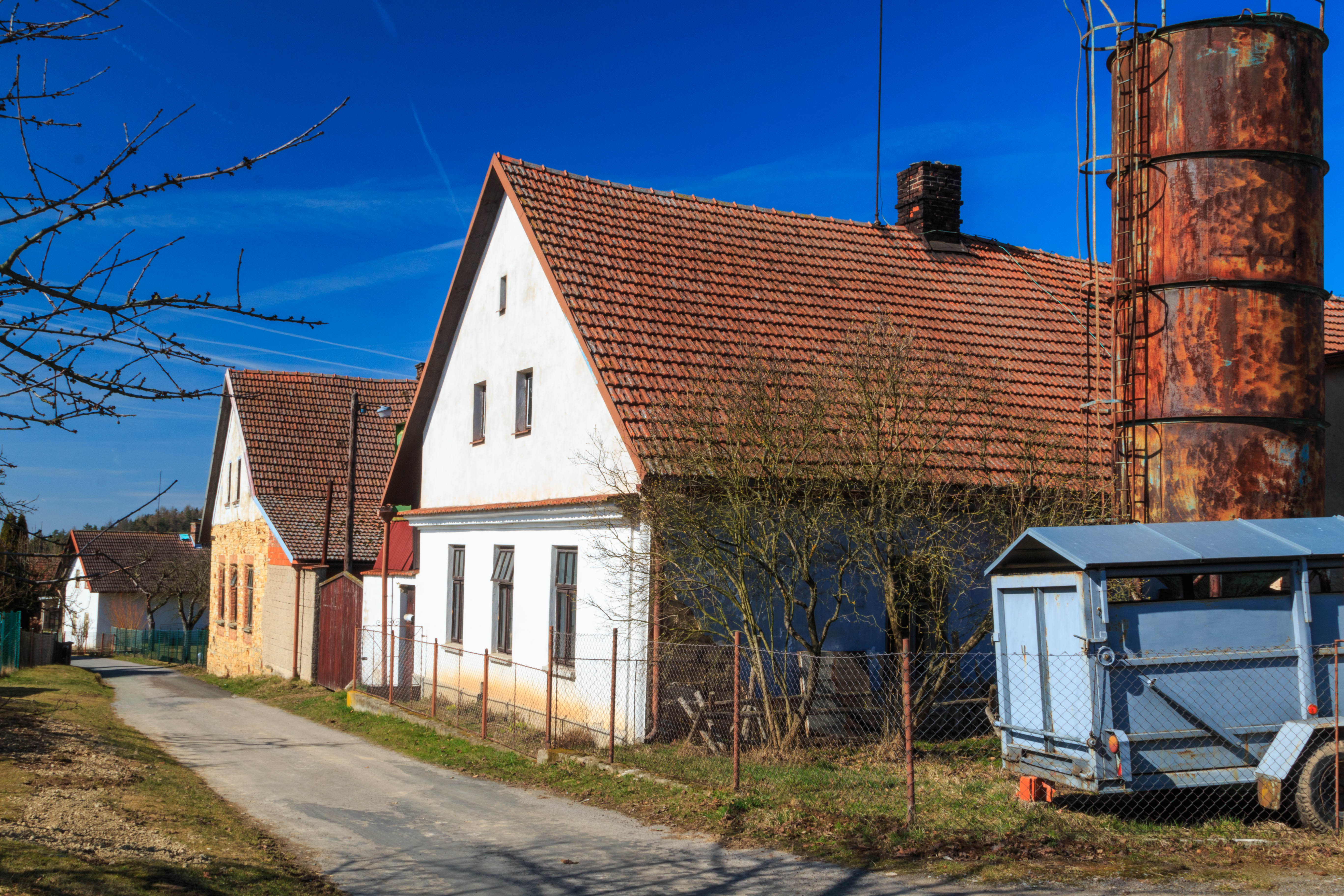
Čp. 22
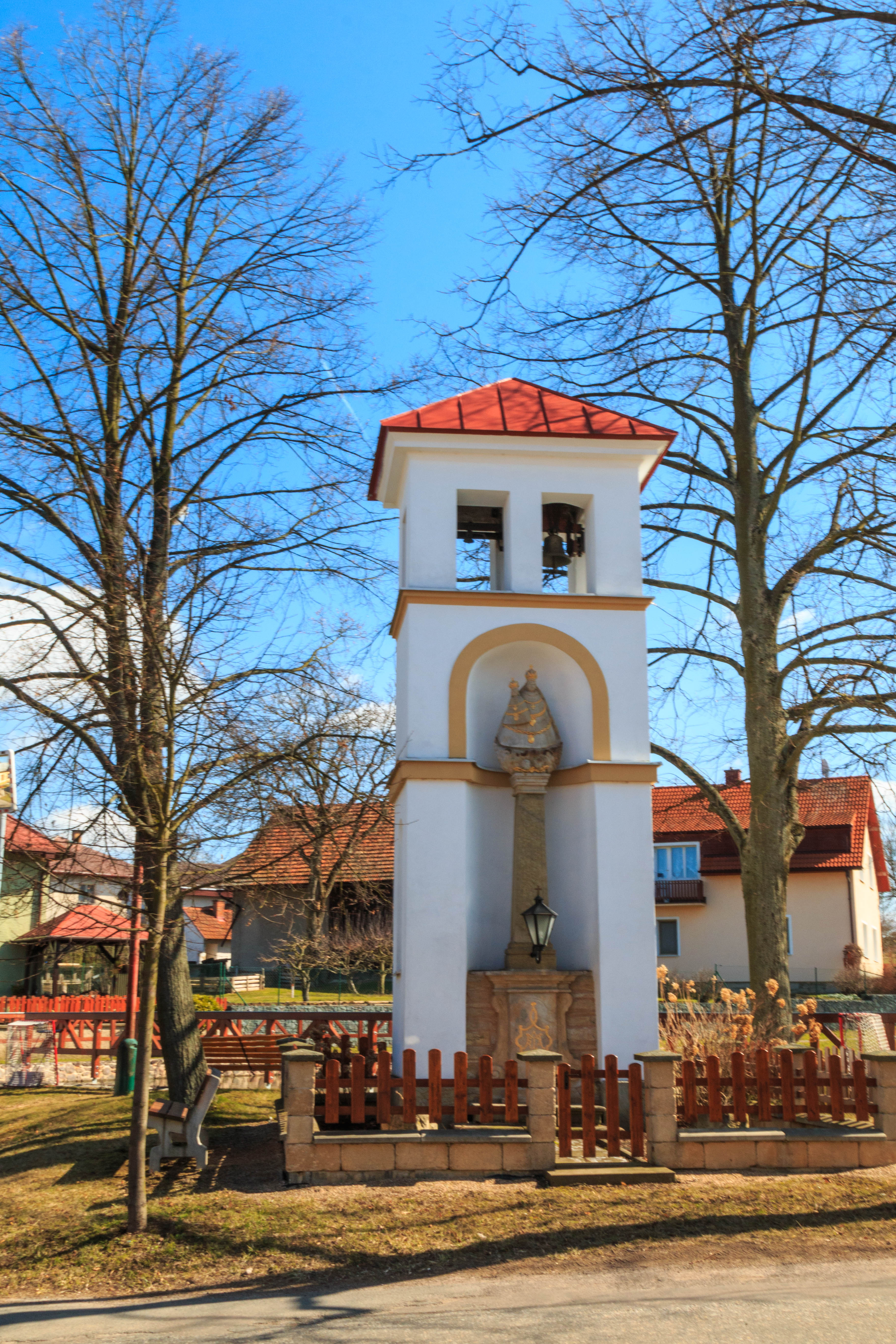
Zvonice
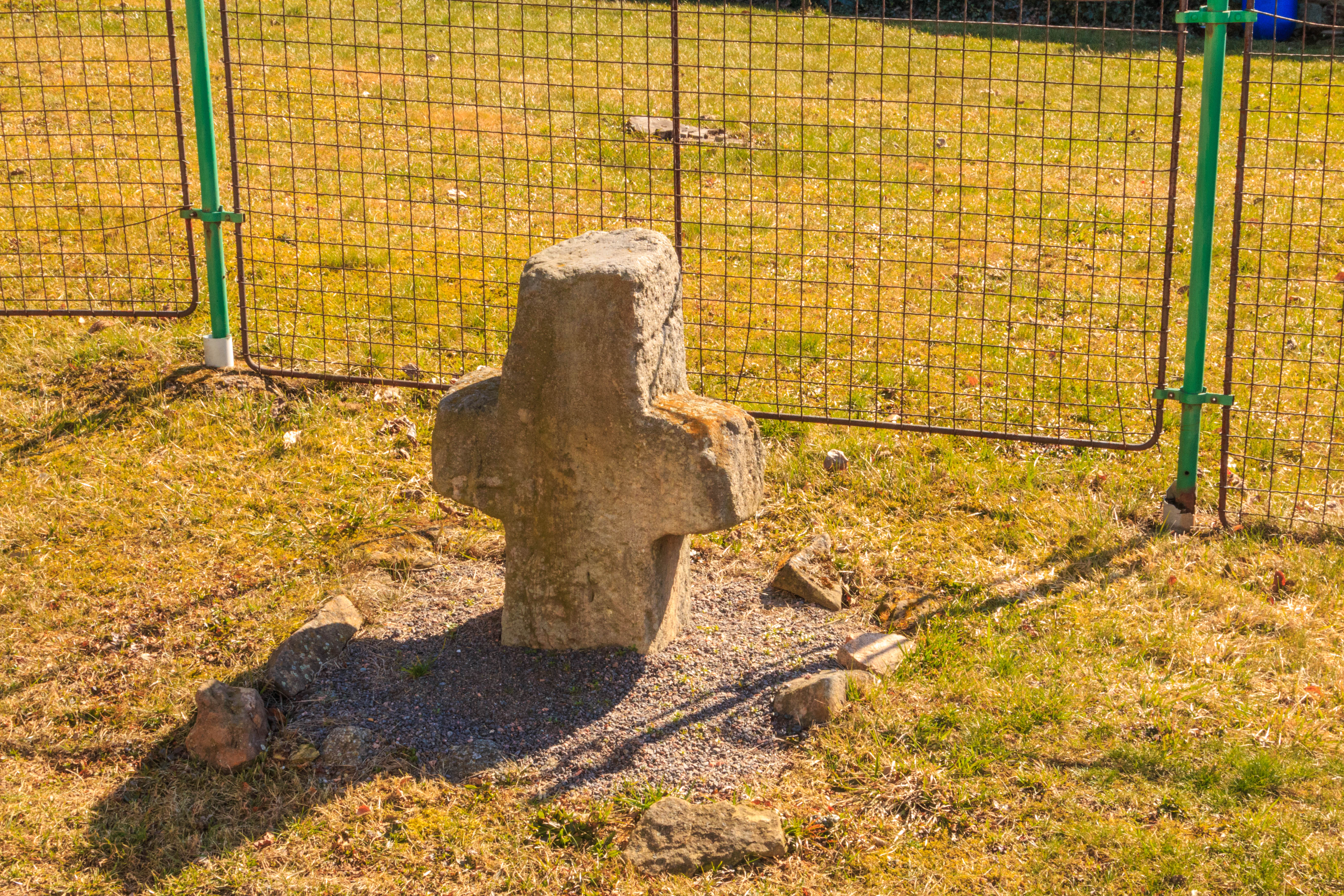
Smírčí kříž